# 후쿠다촌 사건
후쿠다촌 사건(일본어: 福田村事件)은 1923년 9월 6일, 관동대 지진 후 혼란과 유언 비어가 만들어 낸 사회 불안 속에서 카가와 현에서 약을 파는 행상 무리 15 명이 치바현의 구(旧) "히가시카츠시카군 후쿠다 마을 미츠보리" 지역의 자경단에 폭행을 당해 9 명이 살해 된 사건이다 .

## 개요
1923년 3월 카가와 현에서 당시 위장약인 "정로환 "이나 두통약, 감기약 등의 약을 팔러 출발한 행상단 15명이 간사이 지역에서 각지를 돌아 다니다가 군마를 거쳐 8월에 치바에 들어갔다. 9월 1일 관동대지진 직후인 4일에 치바현에도 계엄령이 발동되었고, 동시에 관민 일체가되어 조선인 등을 단속하기 위해 자경단이 조직을 강화 했으며, 마을을 지키고 있었다. '카시와시 역사(柏市史)'에 따르면 "자경단을 조직하여 경계 상태에 들어가 있던 후쿠다 마을을 남녀 열다섯 명의 집단이 지나가려고 했다. 자경단의 사람들은 그들을 멈추게 하여 여러 가지 질문을 했으나 명확하게 말하지 않고 경찰서에 연락한다." "무슨 일이 있을 것을 대비해 전열을 갖춰 기다리고 있었다고 밖에 생각할 수 없다 "고 할 수 있는 상황이었다. 관동대지진이 발생한 지 5일 후인 1923년 9월 6일 낮 무렵에 치바현 히가시카츠시카군 후쿠다 마을 (현재의 노다시) 미츠보리의 토네강  강변에서 쉬고 있던 행상단 주위를 흥분 상태의 자경단 200여 명이 둘러싸고 "말하는 것이 이상하다" "조선인이 아닌가"등 차례 차례로 말을 퍼붓고 있었다 . 후쿠다 마을 촌장 일행이 "일본인이지 않은가"라고 말해도 무리가 듣지 않고 수습이 되지 않았기에, 주재하던 순사가 본서에 문의하러 갔다. 그리고 난 직후에 참극이 일어나 현장에 있던 구(旧) 후쿠다 마을 주민의 증언에 의하면 "이미 대혼란 상황이 되어서 누가 범행을 저지른 건지 모르겠다. 엉망진창 상태였다" 라고 한다. 살아남은 행상단원의 수기에 따르면 "곤봉과 갈고리가 달린 작대기를 머리에 쳐댔다", "총성이 두 발 들렸으며", "목소리를 높여 만세를 불렀다"등과 같은 상황이었다고 한다. 주재하던 순사가 본서의 부장과 함께 돌아와 사태를 막으려던 때에는 이미 15명 중 어린이 3명을 포함해여 9 명의 생명이 끊어져 있었으며, 그 시신은 토네 강에 떠내려 가버려 유골도 남아있지 않았다. 급히 달려간 본서의 경찰부장은 철로 된 철사 나 두꺼운 포승줄에 묶여 있던 행상 단원과 강에 내던져 진 행상 단원을 "죽여선 안 된다", "내가 보증할테니 맡겨달라"고 설득하여 간신히 6명의 행상 단원이 살아남았다.
카가와 현 미토요 군 (현 칸온지 시와 미토요 시 )의 약 파는 행상인 15명. 그 중 피해자는 임산부와 두 살, 네 살, 여섯 살짜리 유아를 포함한 9명(임산부의 태아를 포함하여 10 명으로하는 경우 도 있다) .

## 같이 보기
- 관동대지진 # 민중의 혼란이나 사건 등
- 관동대지진 조선인 학살 사건
- 혼조 사건 (1923년)
- 카메이 사건
- 신무라 카츠오